# Grallaria capitalis
El tororoí o tororoi bayo (Grallaria capitalis), también denominado chululú bayo, es una especie de ave paseriforme perteneciente al numeroso género Grallaria  de la familia Grallariidae, anteriormente incluido en Formicariidae. Es endémico de Perú.

## Distribución y hábitat
Se distribuye por la pendiente oriental de los Andes del centro de Perú en Huánuco, Pasco y Junín; recientemente registrado en Ayacucho.
Es bastante común en el suelo o cerca de él, en hábitats de bosques montanos y sus bordes entre los 2000 y 3000 m s. n. m. de altitud.  No se encuentra amenazado.